# 사가라 나가토미
사가라 나가토미(일본어: 相良 長福 さがら ながとみ[*])는 히고국 히토요시번의 14대 번주이다.

## 생애
분세이 7년 (1824년) 윤8월 19일, 13대 번주 사가라 요리유키의 장남으로 태어났다. 분세이 11년 (1828년) 2월 5일, 나가토미라 칭하게 한다. 덴포 9년 (1838년) 12월 16일, 종4위하 토토미노카미에 서임했다. 덴포 10년 7월 17일, 아버지의 은거로 가독을 이었다.
이 무렵, 번에서는 할아버지 요리노리 시대부터의 가로인 타시로 마사노리에 의해 번 재정 재건을 중심으로 한 번정 개혁이 이루어지고 있었다. 타시로의 개혁은 일시적으로는 재정재건을 이루었지만, 한편으로는 농민들이 고통을 겪었고, 또 지행을 삭감당한 번사들 사이에서도 개혁에 대한 불만이 높아지고 있었다.
이런 가운데, 덴포 12년 (1841년) 2월, 개혁의 일환으로 분고로부터 표고버섯 재배를 도입하고, 좌 (특권상인 제도)를 마련함으로써, 작물에 대한 과세나 표고산 입산 금지 등에 불만을 품은 번내 일원의 농민 약 1만명이 특권상인저택 등에 쳐들어갔다. 이 사건으로 인해, 마사노리는 인책자살하고, 좌가 폐지됨으로써 사건은 수습되었다. 그런데, 덴포 13년 (1842년), 일규를 선동했다고 해서, 문엽 (사가라 일족)의 사가라 요리나오 (좌중)도 할복되었다. 이는 개혁을 둘러싼 가로파와 문엽파의 대립이 있었던 것으로 알려져 있다 (용산 소동).
그 후에도, 천재가 잇따라 번 재정은 곤란해지고, 또, 나가토미는 군비의 근대화를 목표로 서양식 군제로의 개혁을 추진했지만, 이것이 아이러니하게도 후의 축세 소동으로 이어졌다. 안세이 2년 (1855년) 7월 12일, 에도에서 귀국하는 길에 병이 발병해, 히토요시로 귀국한지 얼마 안지나서 32세의 나이로 사망했다.
장남 요리츠구가 너무 어린 나이여서, 동생인 요리모토가 양자로 입적된 후, 가독을 이었다.

## 계보
- 아버지 : 사가라 요리유키 (1798년 - 1850년)
- 어머니 : 오후쿠 - 우라사키, 시녀
- 정실 : 오오무라 스미타카 (大村純高)의 딸
- 계실 : 미사오히메 (操姫) - 오쿠다이라 마사타카의 딸
- 생모 불명의 자녀
  - 장남 : 사가라 요리츠구 (1854년 - 1924년) - 사가라 요리모토의 양자
  - 딸 : 미노다 시바의 아내
- 양자
  - 아들 : 사가라 요리모토 (1841년 - 1885년) - 사가라 요리유키의 4남

| 전임 사가라 요리유키 | 제34대 히고 사가라씨 당주 1839년 - 1855년 | 후임 사가라 요리모토 |

| 전임 사가라 요리유키 | 제14대 히토요시 번주 1839년 ~ 1855년 | 후임 사가라 요리모토 |